# Fromond Ier de Sens
Fromond Ier de Sens (né vers 914 - mort en 948) est le premier comte héréditaire de Sens au Xe siècle. D'abord simple vassal d'Hugues le grand, il est vicomte à partir de 939 puis comte de Sens jusqu'à sa mort en 948. Il est le fondateur et le plus ancien ancêtre connu de la dynastie des Fromonides qui dirigea le comté de Sens pendant un siècle.

## Biographie

### Les origines incertaines de la famille Fromonide
De nombreuses généalogies (et notamment la fondation pour la généalogie médiévale MedLands) font de Fromond Ier un fils de Garnier, comte de Troyes et de son épouse Teutberge d'Arles (fille du comte d'Arles). Cependant, aucune preuve ne vient étayer cette hypothèse et Fromond est absent de la liste des enfants de Garnier et Teutberge. Une allusion dans une chronique mentionne une parenté entre Fromond et le comte Herbert II de Vermandois. Si elle était avérée, elle expliquerait les droits de son fils Renard Vetulus sur l'abbaye de Faremoutiers au pays de Meaux, et l'appui que fournira Eudes II de Blois (arrière-petit-fils d'Herbert II) à Renard le Mauvais en 1015. 
L'hypothèse la plus crédible est qu'il s'agit d'un vassal d'Hugues le Grand (neveu maternel d'Herbert II), probablement issu de sa clientèle ligérienne, installé comme d'autres vassaux par le père d'Hugues Capet dans ses nouvelles conquêtes de l'est parisien. C'est l'hypothèse suivie par Étienne Meunier dans son ouvrage de 1981 sur le bailliage de Sens qui se base sur les travaux de Michel Bur sur la formation du comté de Champagne et sur ceux du chanoine Maurice Chaume sur les comtes de Sens au IXe siècle,. Le prénom Fromond est alors inconnu dans la région. Un saint Fromond est connu dans la Manche. Le prénom existe dans des actes de Saint-Maixent (Deux-Sèvres).

### Le premier comte héréditaire de Sens
Installé comme simple vicomte vassal par Hugues le Grand, comte de Paris après que celui-ci ait pris Sens en 939, confirmé dans ce titre et cette fonction en 941, il sut ériger son fief en comté héréditaire qu'il transmit à son fils Renard Ier à sa mort en 948.
En effet, le domaine rassemblé par Hugues le Grand est trop vaste pour être tenu par un seul homme. Les ambitions royales du robertien, l'extension de ses domaines, ne lui permettent pas d'enrayer l'autonomisation des fiefs qu'il a distribués à ses vassaux. En dehors des fiefs d'origine de la dynastie robertienne, notamment à Orléans, le retrait du duc est visible dans les années 940, consacrant l'indépendance acquise par ses vassaux. En 942, le vicomte de Paris, Teudon ou Thoudon, assume les pouvoirs comtaux. Il en est de même de Fromond à Sens lorsqu'il transmet à son fils Renard Ier le comté à sa mort en 948.
Les chroniques médiévales permettent d'apprécier cette ascension par la titulature attribuée à Fromond. En 942, lorsqu'il s'empare de l'abbaye Sainte-Colombe de Saint-Denis-lès-Sens, il est cité comme vicomte (Frotmundus vicecomes Senonum) dans les chroniques de Saint-Pierre-le-vif. À sa mort en août 948, il est inhumé comme comte.
Promu tardivement en 936 à la dignité ducale, Hubert Le Grand a par la suite promu ses propres vicomtes de Tours, de Blois et de Sens, au rang comtal. La concomitance de la mesure est avérée. 
Fromond a dû lutter contre plusieurs invasions normande et hongroise à Sens. Les Hongrois envahissent la Bourgogne et la Champagne en 945 et s'attaquent à Sens sans succès. Cependant, de nombreux monastères et abbayes sont pillés, notamment l'abbaye de Saint-Pierre-le-vif. Il eut également à lutter comme ses prédécesseurs contre les puissants archevêques de Sens, notamment Gerlanus ou Gerlair (938 - 954). Celui-ci aida probablement le comte de Reims Ragenost qui, profitant de l'absence de Fromond, s'empara de la ville. Fromond, à l'abri derrière les murailles de l'Abbaye Sainte-Colombe de Saint-Denis-lès-Sens, parvint à reprendre la ville et en chassa l'archevêque qui avait pris le parti d'Herbert II de Vermandois, comte de Vermandois dans sa querelle avec Hugues le Grand. Cet événement parait avoir eu lieu en 945,. À la suite de sa reprise de la ville, il fit détruire les murailles de Sainte-Colombe afin que personne ne puisse imiter son exemple et se retrancher dans une forteresse sous les murs de Sens.

## Famille
Son épouse reste inconnue mais il eut au moins 2 enfants :
- Renard Ier, son fils et successeur, comte de Sens de 948 à 996 (ou 999) ;
- une fille, mère notamment de Sewin, archevêque de Sens de 977 à 999[1].